# Lauri Mononen
Temple de la renommée finlandais : 1991
Lauri Ilmari Mononen (né le 22 mars 1950 à Joensuu en Finlande — mort le 5 août 2018 à Kesälahti en Finlande) est un joueur finlandais de hockey sur glace qui évoluait en position d'ailier droit.

## Biographie
Natif de Joensuu, Lauri Mononen commence sa carrière au club local du JoKP dont il intègre l'équipe première à l'âge de 16 ans. En 1967, il fait ses débuts en SM-sarja, l'élite finlandaise, avec le Lahden Reipas, pour lequel son frère Erkki joue également. La saison suivante, il termine meilleur pointeur de l'équipe avec 26 points et est nommé dans l'équipe d'étoiles du championnat. Il poursuit ensuite sa carrière à Helsinki avec le Jokerit avant de rejoindre le Karhu-Kissat pour la saison 1971-1972. Meilleur marqueur de son équipe avec 36 points, il est une nouvelle fois nommé dans l'équipe d'étoiles ainsi que meilleur attaquant de la SM-sarja. À l'automne 1972, Mononen prend part au camp d'entrainement des Maple Leafs de Toronto de la Ligue nationale de hockey mais échoue à intégrer l'effectif. De retour avec Jokerit, il aide le club à remporter son premier titre de champion après six années d'existence,. En 1974-1975, alors qu'il évolue avec le TPS, il termine à égalité avec Matti Hagman deuxième meilleur buteur du championnat avec 30 réalisations et reçoit sa troisième nomination dans l'équipe d'étoiles et sa seconde distinction de meilleur attaquant,.
À l'image de ses compatriotes Veli-Pekka Ketola et Heikki Riihiranta, Mononen tente de nouveau sa chance en Amérique du Nord et gagne sa place avec les Roadrunners de Phoenix de l'Association mondiale de hockey (AMH) où il est le coéquipier de Pekka Rautakallio. Durant sa première rencontre dans la ligue majeure, il inscrit un coup du chapeau. Après deux saisons avec la franchise de l'Arizona, il retourne en Finlande et joue pour le HIFK. Au cours de la saison 1978-1979, il part pour la Suisse et remporte le titre de champion avec le CP Berne. Il continue d'évoluer en Suisse trois saisons supplémentaires. De retour en Finlande en 1982, il conclut sa carrière en 1985 après une ultime saison avec son club formateur. 
Sur la scène internationale, Mononen représente son pays à plusieurs reprises. En 1968, il dispute le premier Championnat d'Europe junior où les Finlandais échouent au pied du podium. Il fait ses débuts avec l'équipe sénior à l'âge de 18 ans à l'occasion d'une rencontre amicale contre la Pologne au cours de laquelle il enregistre un triplé. Pour son premier Championnat du monde en 1969, il termine meilleur pointeur de sa sélection avec 7 points, à égalité avec Jorma Peltonen. 1972 prouve être une importante année pour Mononen. Lors des Jeux olympiques d'hiver de Sapporo, auteur de 7 réalisations, il se classe deuxième buteur du tournoi derrière Valeri Kharlamov. Dans la foulée, il établit un record pour un joueur finlandais lors du Championnat du monde avec 15 points marqués, le plaçant quatrième de l'événement. Ce record tient jusqu'en 1999 lorsqu'il est battu par Saku Koivu. Au cours de sa carrière, Mononen dispute six Championnats du monde et une Olympiade. Il totalise 145 sélections au cours desquelles il enregistre 51 buts et 37 aides por un total de 88 points,.
En 1991, Mononen est intronisé au Temple de la renommée du hockey finlandais en tant que joueur avec le numéro 75,. Son numéro 15 est retiré par son club formateur. 
Il décède le 5 août 2018 à Kesälahti.

## Statistiques

### En club
| Saison                   | Équipe                   | Ligue                    |     | Saison régulière | Saison régulière | Saison régulière | Saison régulière | Saison régulière |   | Séries éliminatoires | Séries éliminatoires | Séries éliminatoires | Séries éliminatoires | Séries éliminatoires |
| Saison                   | Équipe                   | Ligue                    | PJ  | B                | A                | Pts              | Pun              | PJ               | B | A                    | Pts                  | Pun                  |                      |                      |
| 1966-1967                | JoKP                     | Suomen Sarja             | 14  | 8                | 1                | 9                | 8                | -                | - | -                    | -                    | -                    |                      |                      |
| 1967-1968                | Lahden Reipas            | SM-sarja                 | 20  | 11               | 3                | 14               | 6                | -                | - | -                    | -                    | -                    |                      |                      |
| 1968-1969                | Lahden Reipas            | SM-sarja                 | 22  | 15               | 11               | 26               | 25               | -                | - | -                    | -                    | -                    |                      |                      |
| 1969-1970                | Jokerit                  | SM-sarja                 | 20  | 15               | 4                | 19               | 16               | -                | - | -                    | -                    | -                    |                      |                      |
| 1970-1971                | Jokerit                  | SM-sarja                 | 26  | 16               | 10               | 26               | 14               | -                | - | -                    | -                    | -                    |                      |                      |
| 1971-1972                | Karhu-Kissat             | SM-sarja                 | 31  | 21               | 15               | 36               | 24               | -                | - | -                    | -                    | -                    |                      |                      |
| 1972-1973                | Jokerit                  | SM-sarja                 | 36  | 20               | 16               | 36               | 27               | -                | - | -                    | -                    | -                    |                      |                      |
| 1973-1974                | Lahden Reipas            | Suomen Sarja             | 7   | 6                | 8                | 14               | 10               | -                | - | -                    | -                    | -                    |                      |                      |
| 1974-1975                | TPS                      | SM-sarja                 | 35  | 30               | 21               | 51               | 35               | -                | - | -                    | -                    | -                    |                      |                      |
| 1975-1976                | Roadrunners de Phoenix   | AMH                      | 75  | 15               | 21               | 36               | 19               | 5                | 1 | 3                    | 4                    | 2                    |                      |                      |
| 1976-1977                | Roadrunners de Phoenix   | AMH                      | 67  | 21               | 29               | 50               | 10               | -                | - | -                    | -                    | -                    |                      |                      |
| 1976-1977                | Blazers d'Oklahoma City  | LCH                      | 7   | 1                | 2                | 3                | 2                | -                | - | -                    | -                    | -                    |                      |                      |
| 1977-1978                | HIFK                     | SM-liiga                 | 34  | 27               | 12               | 39               | 41               | -                | - | -                    | -                    | -                    |                      |                      |
| 1978-1979                | HIFK                     | SM-liiga                 | 16  | 1                | 0                | 1                | 28               | -                | - | -                    | -                    | -                    |                      |                      |
| 1978-1979                | CP Berne                 | LNA                      |     |                  |                  |                  |                  | -                | - | -                    | -                    | -                    |                      |                      |
| 1979-1980                | CP Berne                 | LNA                      | 28  | 28               | 12               | 40               |                  | -                | - | -                    | -                    | -                    |                      |                      |
| 1980-1981                | CP Berne                 | LNA                      |     |                  |                  |                  |                  | -                | - | -                    | -                    | -                    |                      |                      |
| 1981-1982                | EHC Grindelwald (de)     | LNB                      |     |                  |                  |                  |                  | -                | - | -                    | -                    | -                    |                      |                      |
| 1982-1983                | Kiekkoreipas             | SM-liiga                 | 8   | 1                | 3                | 4                | 12               | -                | - | -                    | -                    | -                    |                      |                      |
| 1983-1984                | Peliitat                 | I-divisioona             | 32  | 15               | 24               | 39               | 38               | -                | - | -                    | -                    | -                    |                      |                      |
| 1984-1985                | Lahden Reipas            | I-divisioona             | 18  | 9                | 7                | 16               | 10               | -                | - | -                    | -                    | -                    |                      |                      |
| Totaux SM-sarja/SM-liiga | Totaux SM-sarja/SM-liiga | Totaux SM-sarja/SM-liiga | 248 | 157              | 95               | 252              | 228              | -                | - | -                    | -                    | -                    |                      |                      |
| Totaux AMH               | Totaux AMH               | Totaux AMH               | 142 | 36               | 50               | 86               | 29               | 5                | 1 | 3                    | 4                    | 2                    |                      |                      |

### En équipe nationale
| Année | Événement                   |    | PJ | B | A  | Pts | Pun      |  | Résultat |
| 1968  | Championnat d'Europe junior | 5  | 3  | 1 | 4  | 6   | 4e place |  |          |
| 1969  | Championnat du monde        | 9  | 2  | 5 | 7  | 4   | 5e place |  |          |
| 1970  | Championnat du monde        | 9  | 3  | 2 | 5  | 0   | 4e place |  |          |
| 1971  | Championnat du monde        | 10 | 1  | 3 | 4  | 13  | 4e place |  |          |
| 1972  | Jeux olympiques             | 5  | 7  | 0 | 7  | 6   | 5e place |  |          |
| 1972  | Championnat du monde        | 10 | 9  | 6 | 15 | 10  | 4e place |  |          |
| 1973  | Championnat du monde        | 3  | 1  | 1 | 2  | 0   | 4e place |  |          |
| 1975  | Championnat du monde        | 10 | 5  | 1 | 6  | 8   | 4e place |  |          |

## Trophées et honneurs personnels
- 1968-1969 : nommé dans l'équipe d'étoiles de la SM-sarja
- 1971-1972 : 
  - Meilleur attaquant de la SM-sarja
  - nommé dans l'équipe d'étoiles de la SM-sarja
- 1972-1973 : champion de Finlande avec Jokerit
- 1974-1975 : nommé dans l'équipe d'étoiles de la SM-sarja
- 1978-1979 : champion de Suisse avec le CP Berne
- 1991 : intronisé au Temple de la renommée du hockey finlandais avec le numéro 75
- Numéro 15 retiré par le Jokipojat Joensuu